# Mirgissa

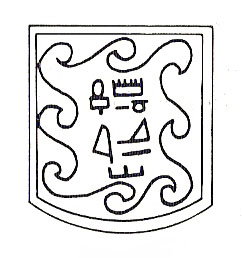
Le sceau de la forteresse de Mirgissa
(ḫtm Mnnw Ikn)

Mirgissa est le site d'une des plus importantes forteresses établies en Nubie, au niveau de la deuxième cataracte du Nil, par les pharaons du Moyen Empire pour défendre leur frontière méridionale et contrôler les routes commerciales qui passaient par le Nil depuis le Soudan et l'Afrique.
La forteresse de Mirgissa formait avec la forteresse de Dobenarti une barrière permettant de prévenir les invasions des peuples du sud. Elle est identifiée à l'antique Iken. Le site fut pour la première fois exploré par l'anglais Sir Henry Lyons en 1892, puis fouillé par l'égyptologue français Jean Vercoutter de 1962 à 1969. Outre les importantes fortifications, les fouilles ont révélé les vestiges de deux villes, de deux cimetières ainsi que d'une grande piste ayant servi à effectuer le transport des bateaux en période de décrue du Nil. La construction du haut barrage d'Assouan a provoqué la disparition de ce site majeur qui git désormais sous les eaux du lac Nasser.

## Description du site

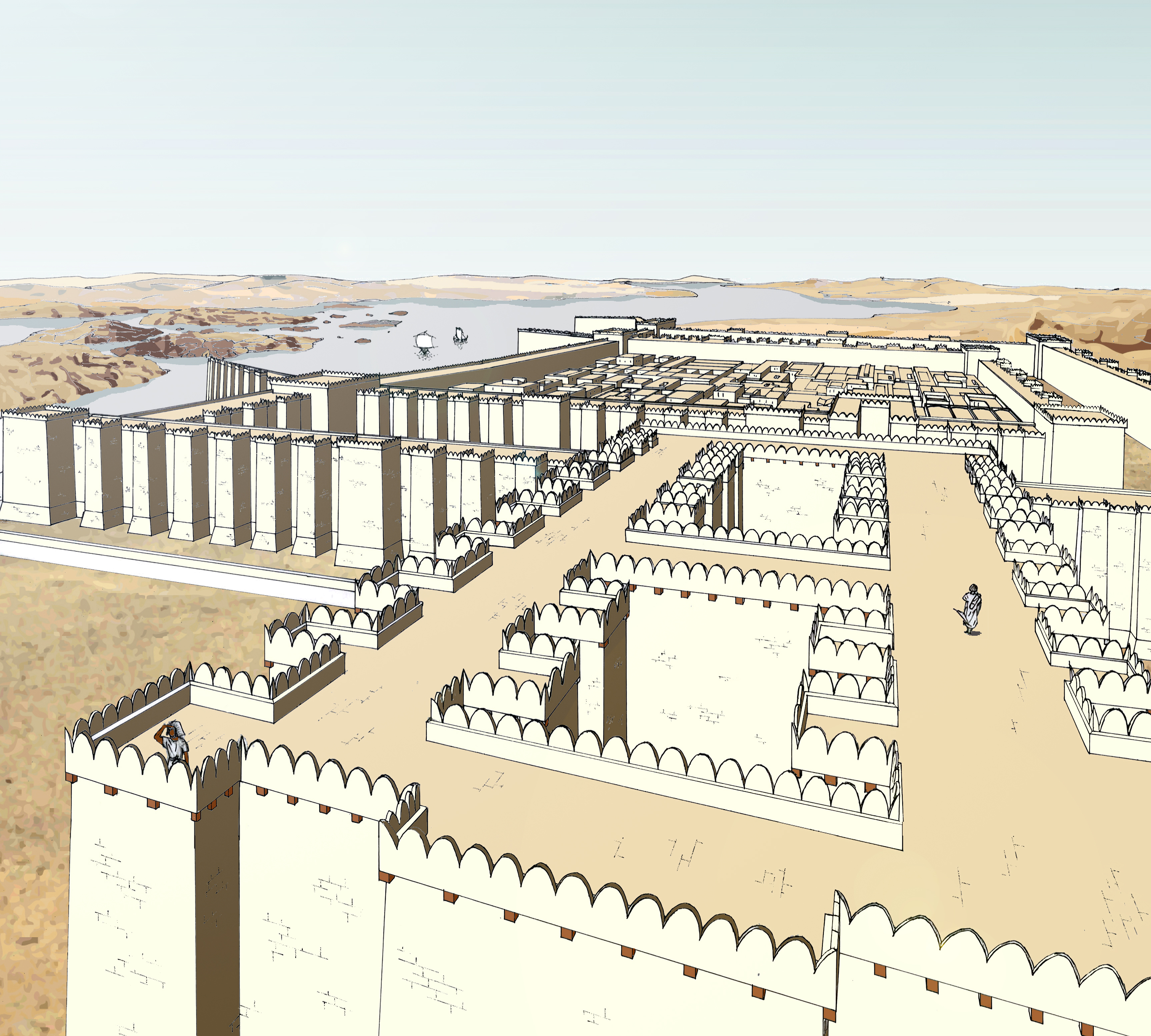
Reconstitution de la forteresse haute, vue à partir du haut de la porte nord - Dessin de Franck Monnier.

Les voyageurs venant du nord, parvenus au niveau du rocher d'Abousir, devaient mettre pied à terre afin de pouvoir contourner l'obstacle infranchissable que constituait la deuxième cataracte. Il fallait alors atteindre Mirgissa et parcourir plus de dix kilomètres à pied pour reprendre la voie navigable.
D'un point de vue stratégique et commercial, la forteresse de Mirgissa était de toute première importance puisqu'elle assurait les échanges économiques entre Koush et l'Égypte. Sa position dominante sur le relief permettait aux sentinelles d'observer tout mouvement de troupes à des dizaines de kilomètres à la ronde.
Le site est donc situé au niveau de la deuxième cataracte. S'étendant sur plus de 2,5 km2, il englobe une ville fortifiée, une enceinte dite septentrionale, une ville ouverte, une grande forteresse (également désignée par forteresse haute), une nécropole occidentale et un secteur où l'on trouve une longue glissière à bateaux. La cataracte est formée d'une myriade d'ilots rocheux sur l'un desquels repose la forteresse de Dobenarti. La vallée du site est entrecoupée de massifs granitiques rougeâtres fortement érodées. L'élément principal est la grande forteresse qui domine l'ouest des ouadis et n'est séparée du Nil que d'une centaine de mètres à un endroit dit le port, où les bateaux venus du sud pouvaient encore accoster en eaux calmes, les rapides de la grande cataracte les empêchant de poursuivre plus avant leur navigation .

### La forteresse haute
Cet ouvrage magistral de la fortification égyptienne figure parmi les plus développés et les plus imposants de Nubie. Il s'étendait sur plus de 40 000 m2. Une double enceinte à bastions carrés et tours d'angles protégeait la ville. Les murs avaient une épaisseur de plus de six mètres et une hauteur de plus de dix mètres, les tours d'angle culminant à douze mètres. Les deux enceintes étaient protégées chacune par un fossé, celui de l'extérieur étant bordé par un glacis sur les côtés nord, ouest et est. Le côté sud, face au Nil, était protégé par une enceinte bastionnée à ramifications épousant parfaitement les pitons rocheux sur lesquels elle prenait appui. Deux portes monumentales étaient flanquées au nord et près de l'angle sud-est du côté du fleuve. La porte nord suit avec des proportions plus grandioses le plan de la grande porte ouest de la forteresse de Bouhen. Elle comportait un passage étroit dont l'accès était bloqué par deux portes massives en bois et une herse.
Les fouilles ont révélé un petit temple dédié à la déesse Hathor ainsi qu'une stèle mentionnant cette déesse comme la maîtresse d'Iken. C'est cette dernière découverte qui permit d'identifier avec certitude la forteresse.

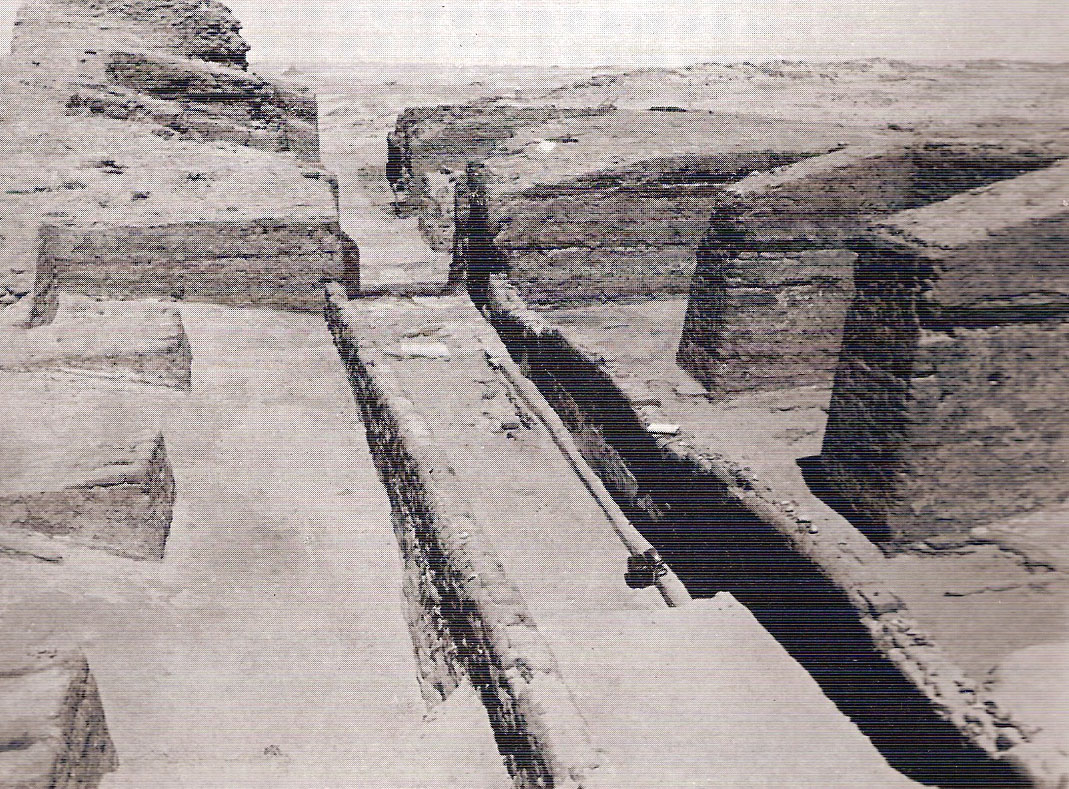
Intérieur de la porte en regardant vers le nord et le désert.
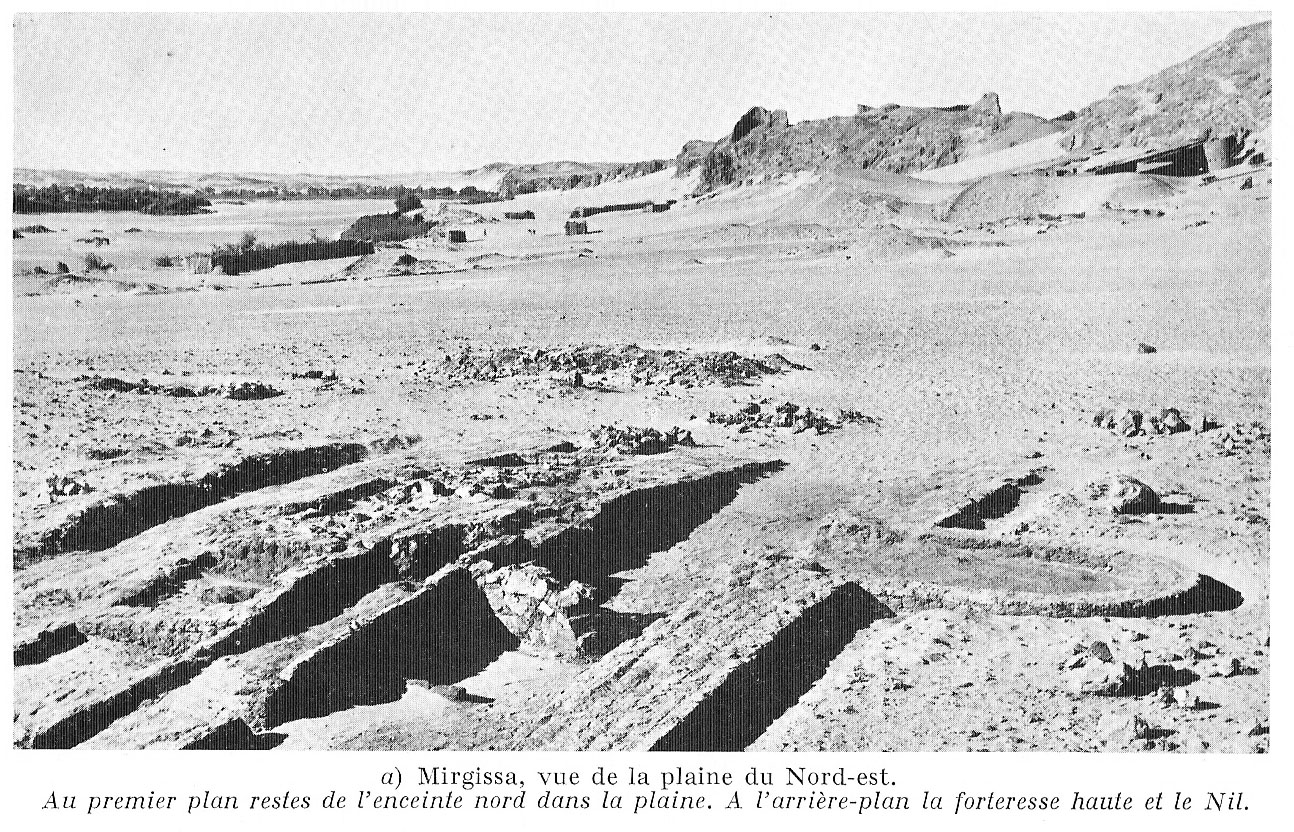
Vue de la plaine du nord-est.
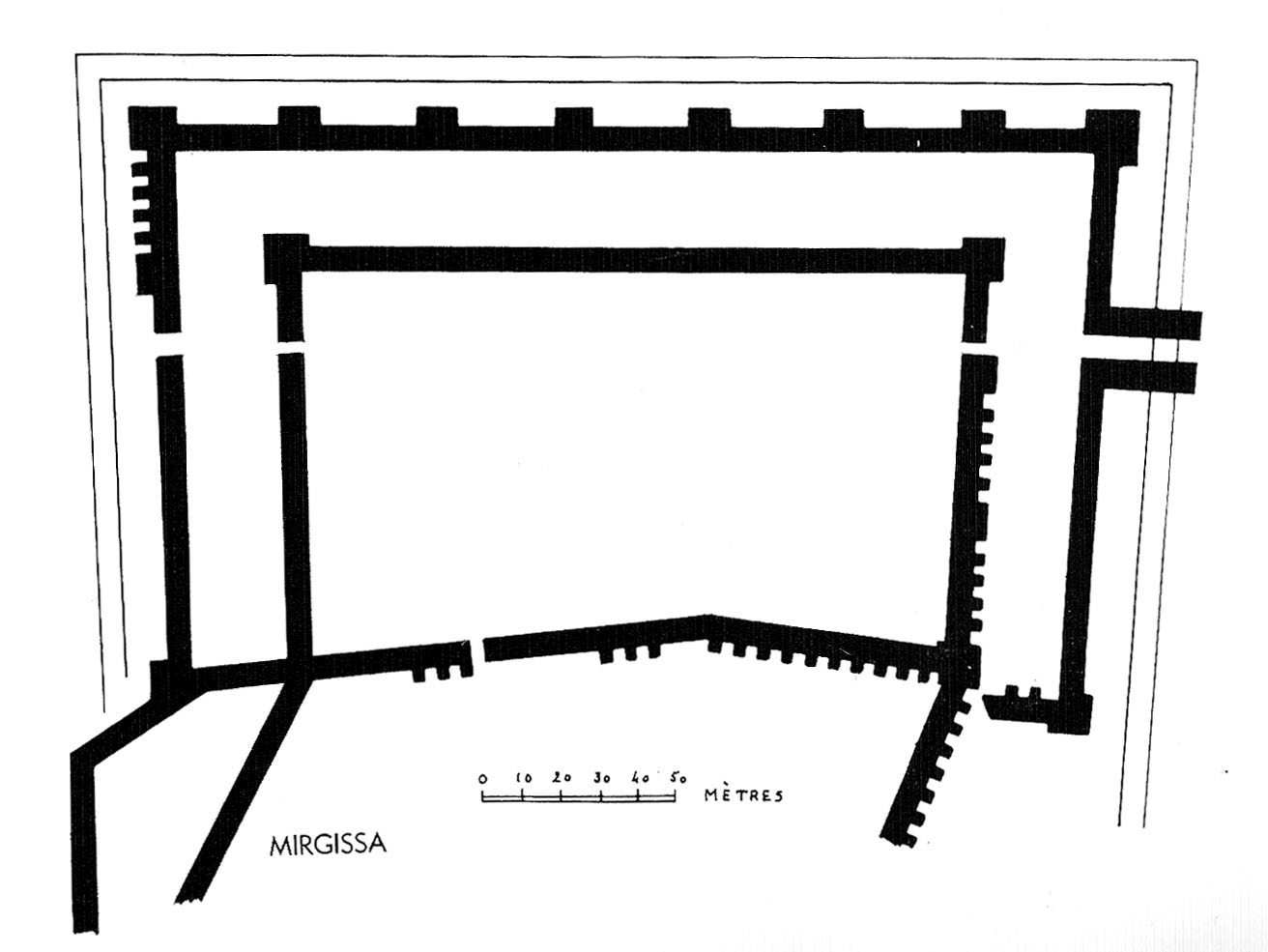
Plan de la forteresse.
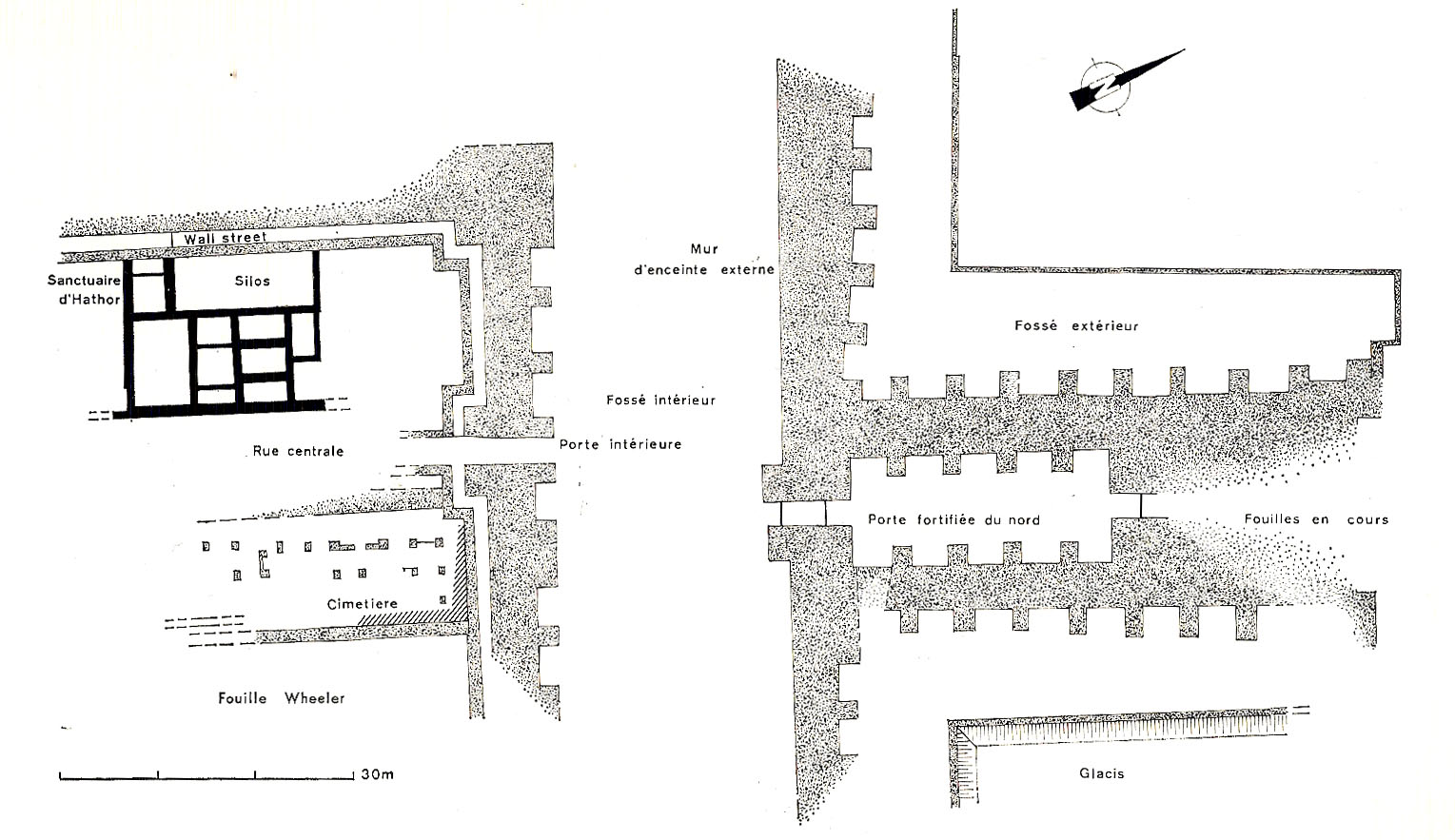
Détail de la grande porte nord.

### L'enceinte septentrionale et la ville fortifiée

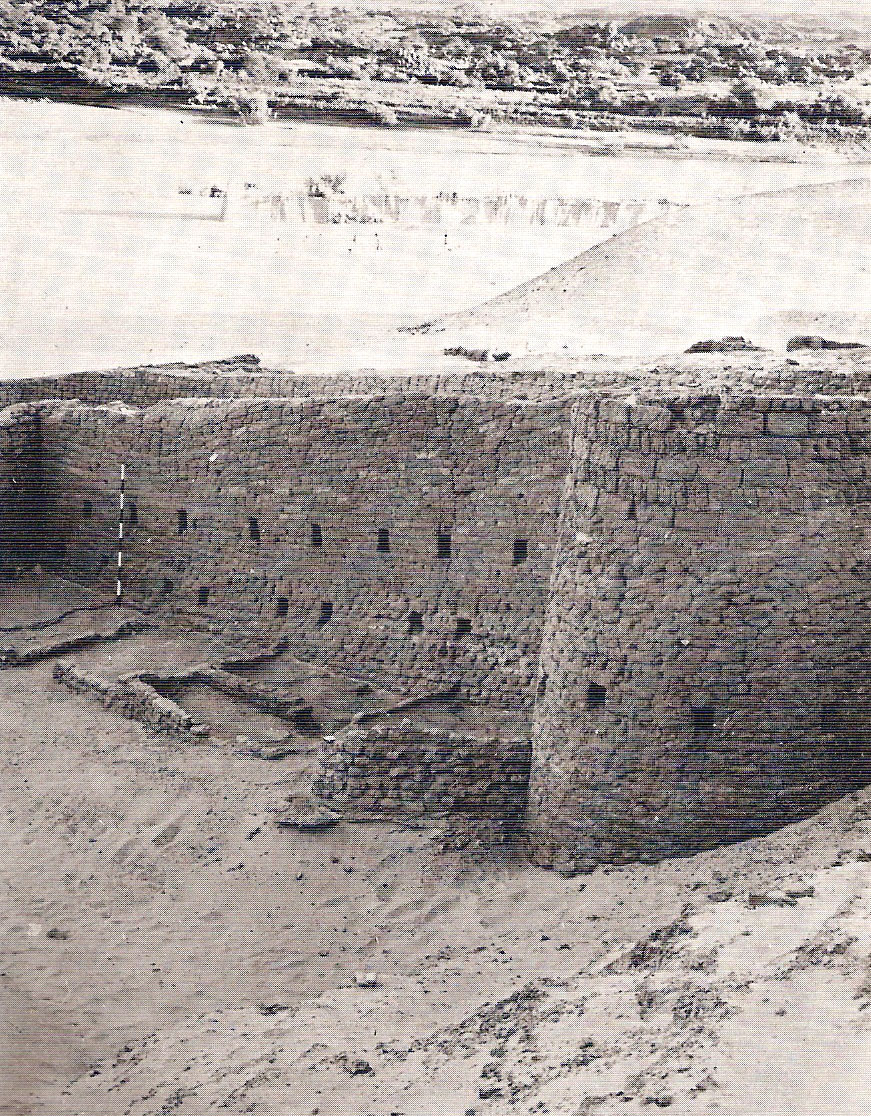
Bastion de l'enceinte nord.

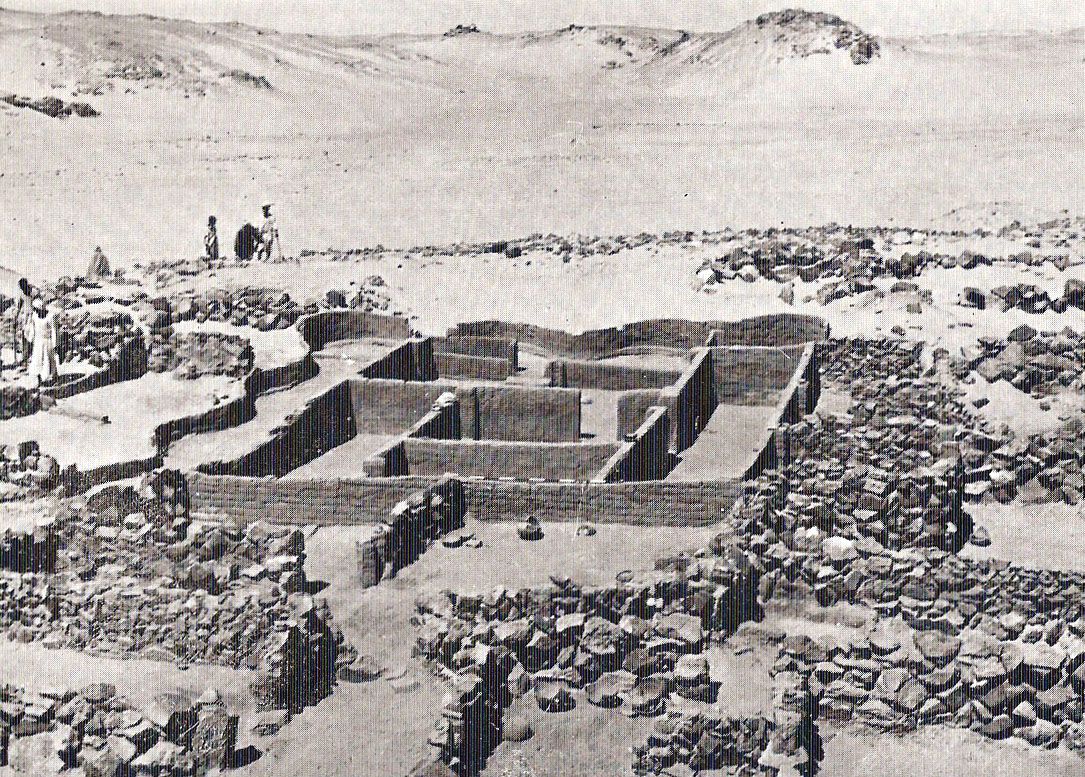
Maison ceinte d'un mur ondulé.

La forteresse haute était soutenue par celle de Dobenarti, située sur une île face à celle-ci. Une grande enceinte à bastions ronds d'une longueur totale de 560 mètres se situait également au nord. Elle disparait, au sud, sous la porte fortifiée nord de la forteresse haute, ce qui semble indiquer qu'elle est antérieure à cette dernière. Cette enceinte, composée d'un premier mur à bastions arrondis de quatre-vingt-dix centimètres d'épaisseur et d'un second plus épais de six mètres, protégeait une ville dont les habitations  originales étaient toutes ceintes de murs ondulés. Ce type de maisons se retrouve également dans la ville ouverte située plus au nord mais elles sont ici plus spacieuses, certaines étant même dotées d'un jardin. L'occupation fut donc permanente durant une période s'étalant du Moyen Empire à la Deuxième Période intermédiaire. La ville occupait une superficie totale d'environ 85 000 m2.

### La ville ouverte
Une ville, située à une distance d'un kilomètre au nord nord-est de la grande forteresse, s'étendait sur 75 000 m2. Elle comportait deux types d'habitations, le premier était la maison rectangulaire entourée d'un mur ondulé en briques, le second, la hutte en pierres sèches, principalement rectangulaire et certaines circulaires. Cette ville fut, dans son premier stade de développement, protégée par un mur en pierres d'un mètre d'épaisseur. Ce dernier fut ensuite supplanté par de nouvelles habitations augmentant l'espace occupé par la zone urbaine.
D'après les différents artefacts mis au jour sur le site (jarres, meules de pierre, moules à pain, pots à bière, assiettes…), la ville semble n'avoir été occupée que par une population strictement égyptienne durant le Moyen Empire et la Deuxième Période intermédiaire.

### Les textes d'envoûtement
La mission de Jean Vercoutter fit la découverte dans le désert environnant, à l'ouest et à peu de distance de la ville ouverte, d'un trou rempli de quelque 3 500 fragments de tessons de poteries, certains inscrits et les autres anépigraphes. Les textes inscrits sont des textes d'envoûtement. Ils énumèrent les noms des pays et des princes étrangers dont les Égyptiens voulaient se protéger. Il est fort probable, qu'une fois le texte inscrit sur le vase, ce dernier était brisé et ses fragments enterrés dans cette fosse. Près de ce lieu, trois statuettes d'envoûtement datant de la XIIe dynastie ont également été mises au jour.

### Le cimetière Kerma
Une nécropole d'une vingtaine de tombes se situe à 250 mètres au nord de la ville ouverte. Toutes les sépultures étaient de type tumulus aplati avec fosse et entouré d'un cercle de pierres. La disposition des cadavres, accompagnés d'animaux morts, est typique d'une nécropole de type Kerma sans aucun lien donc avec la ville.

### La glissière à bateaux

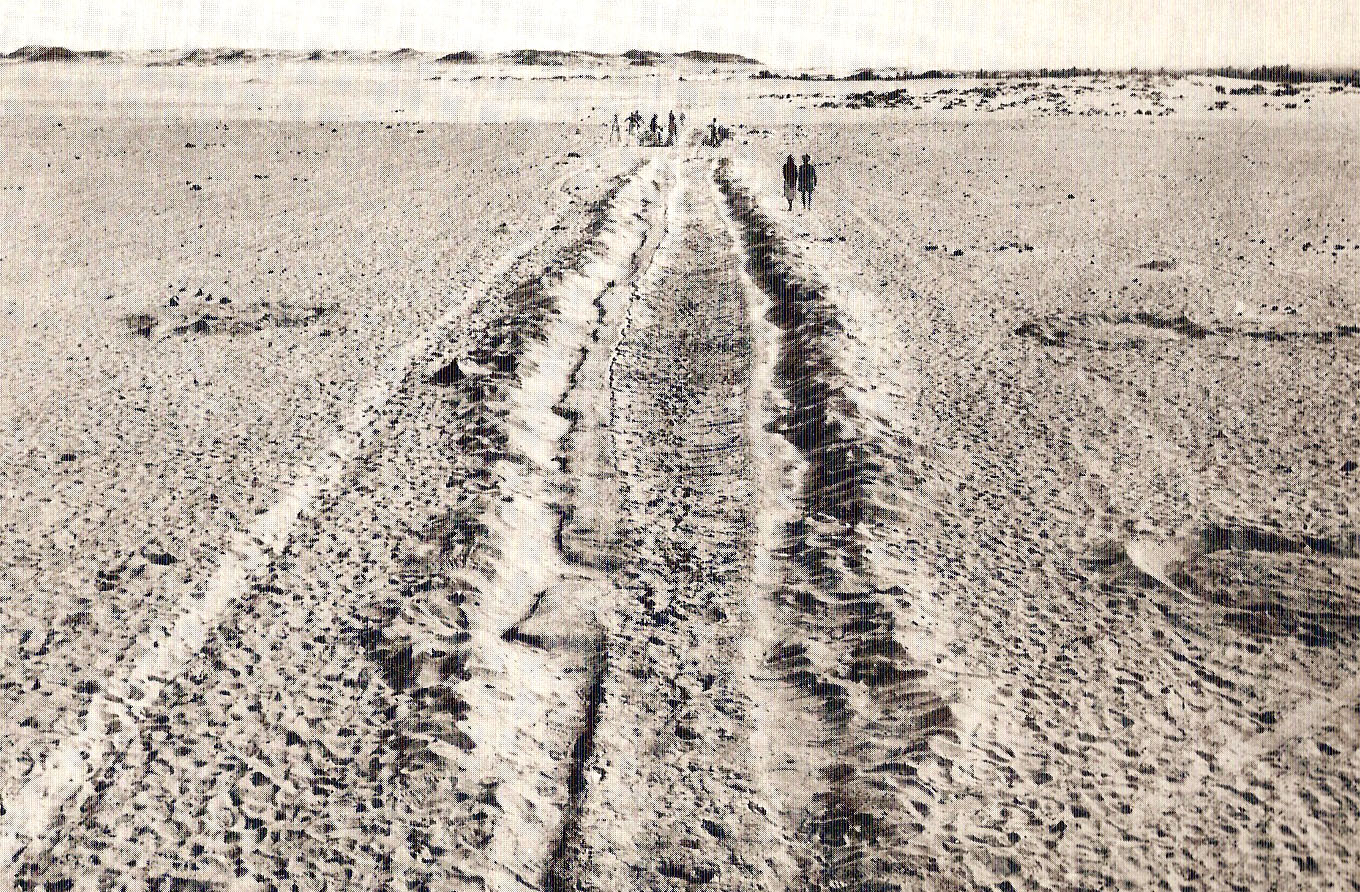
La glissière.

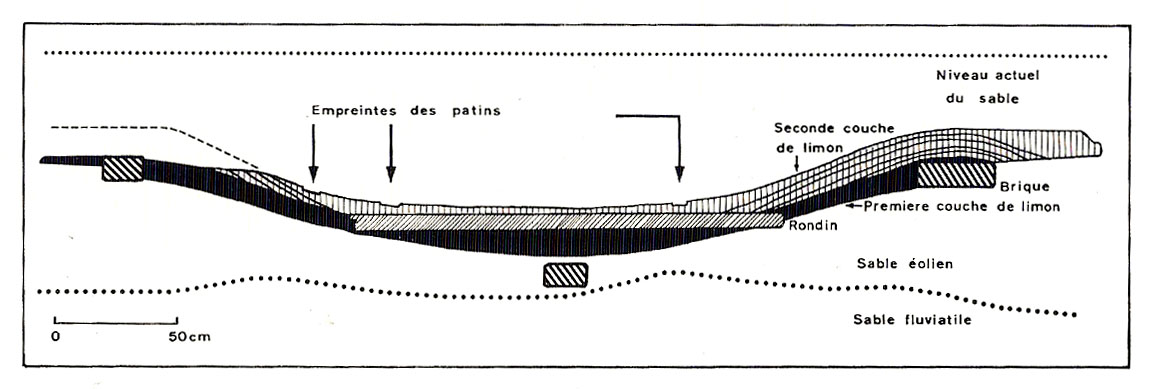
Vue en coupe de la glissière.

La mission française a décelé les vestiges d'une longue piste aménagée sur plus de deux kilomètres. Cette cale s'étendait du port naturel au sud, au ouadi Matuka au nord. Il s'agissait d'une glissière permettant le transport par halage des bateaux qui souhaitaient franchir la deuxième cataracte. Une armature de madriers constituée de poutres transversales en bois régulièrement espacées formait une rampe, qui était arrosée de limon du Nil afin de la rendre très glissante et d’ainsi diminuer les frottements entre la coque du bateau et la piste. Deux traces de patins constatées sur les poutres semblent montrer que le transport de lourdes charges posées sur traîneaux devait subir ce genre d'opération.

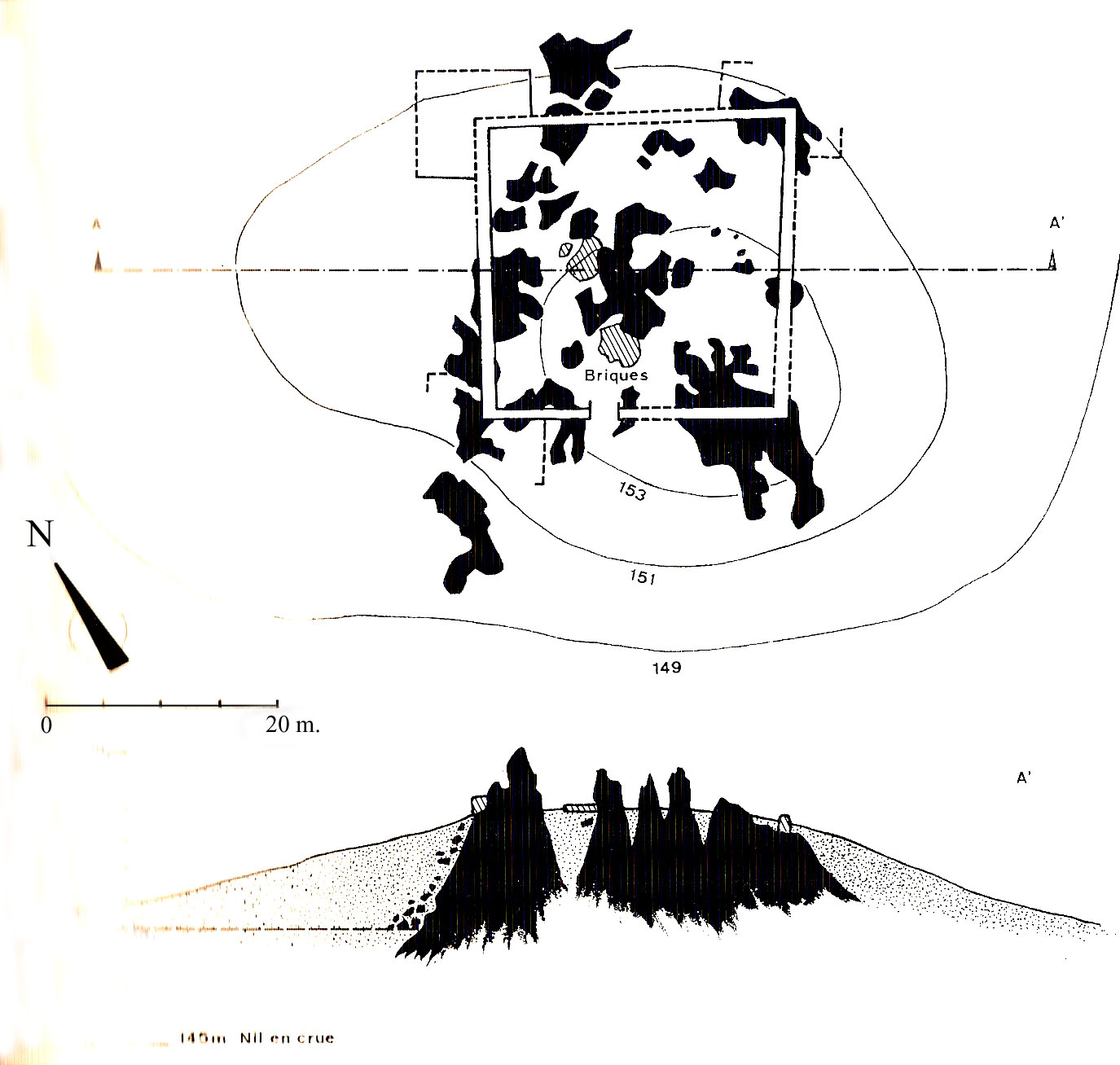
Plan du fortin.

Un fortin dont il ne restait que les fondations et datant de la XIIe dynastie, avait pour fonction de protéger le port et le quai situés à l'extrémité sud de la glissière. Il fut jugé inutile par la suite puisque les Égyptiens ne l'entretinrent pas.
Le port n'a laissé que bien peu de traces, une crue exceptionnelle très ancienne ayant emporté toute tentative de reconstitution.

### La nécropole occidentale
Elle est située juste à l'ouest de la grande forteresse et couvre une zone de plus de 300 000 mètres carrés. Les sépultures les plus importantes sont de grandes tombes à puits, chacune recouverte jadis par un mastaba dont il ne reste rien. Les cadavres étaient tous disposés dans un cercueil en bois. Leur tête était couverte d'un masque funéraire de stuc peint, souvent recouvert d'une mince pellicule d'or, ce qui a entraîné le pillage systématique de toutes les tombes de la nécropole, et ce, dès la plus haute antiquité. D'autres sépultures en forme de tumulus, datant de l'époque Kerma, côtoyaient les grandes tombes. Plus haut vers le nord se trouvaient cent-vingt sépultures plus modestes, de simples fosses creusées à même la roche et contenant un sarcophage en bois. Les deux cimetières remontent à la XIIe et la XIIIe dynastie. À noter qu'à une époque plus tardive, la grande forteresse, alors en abandon, servit de cimetière (époques méroïtique et chrétienne]. Les murs arasés et les pentes des glacis contenaient de nombreuses tombes datant de ces différentes périodes.

## Chronologie du site[11]
L'occupation de la région remonte à -7500 comme en témoignent les éléments recueillis à Akha, un important site mésolithique situé à quelques centaines de mètres à l'est de forteresse.
Un important outillage lithique datant de -3500 découvert en plusieurs endroits de la plaine montre que Mirgissa fut occupée au néolithique. Mais l'occupation atteignit son apogée durant le Moyen Empire et la Deuxième Période intermédiaire, et dans une proportion moindre au Nouvel Empire. Sésostris Ier est sans doute l'initiateur de la fortification du site avec l'enceinte septentrionale. La grande forteresse est principalement l'œuvre de Sésostris III. Les périodes d'occupation les plus intenses datent de la XIIIe dynastie et l'époque Hyksôs, comme en témoignent le très grand nombre de scarabées trouvés sur les lieux. La grande forteresse fut ensuite occupée de nouveau durant la XVIIIe dynastie pour connaitre un net déclin jusqu'à la XXe dynastie. Occupé sporadiquement à l'époque méroïtique, l'abandon du site sera définitif au début de l'ère chrétienne.

## La stèle frontière datée de l'an 8 du règne deSésostrisIII
Cette stèle fut découverte près de la forteresse de Semna et mentionne Iken, soulignant l'importance économique de la grande forteresse.
Traduction intégrale de la stèle :
« Frontière sud faite en l'an 8 sous la Majesté du Roi de Haute et de Basse-Égypte Khâkaourê, doué de vie (soit-il) éternellement et à jamais,
pour empêcher que ne la franchissent en allant vers le Nord –par la terre ou en barque–
tout Nubien et tout troupeau appartenant à des Nubiens,
à l'exception du Nubien qui viendra pour faire du commerce à Iken ou en mission officielle,
et (à l'exception de) tout ce qu'on pourra faire avantageusement avec eux,
mais sans permettre qu'une barque appartenant à des Nubiens franchisse Heh en allant vers le Nord, à jamais ! »

## Source
L'article est principalement fondé sur le livre Mirgissa I de Jean Vercoutter édité par la maison Paul Geuthner en 1970.